# 甲尔多乡
甲尔多乡是中华人民共和国四川省阿坝藏族羌族自治州阿坝县已撤销的一个乡。
2020年6月，四川省人民政府批复同意阿坝州调整阿坝县等6个县部分乡镇行政区划。其中，撤销甲尔多乡、各莫乡，设立各莫镇，以原甲尔多乡和原各莫乡所属行政区域为各莫镇行政区域。

## 行政区划
甲尔多乡撤销前下辖以下地区：
甲尔多村、正达村、格玉村和向埃村。